# Rudyard Kipling
Joseph Rudyard Kipling  (n. 30 decembrie 1865, Bombay, India Britanică – d. 18 ianuarie 1936, Londra, Anglia, Regatul Unit) a fost un poet și prozator britanic, laureat al Premiului Nobel pentru Literatură în anul 1907.
Este celebru prin povestirea sa pentru copii "Cartea Junglei" (1894), romanul indian de spionaj "Kim" (1901), poemele "Gunga Din" (1892) și "If— " (1895), numeroase schițe și nuvele. În 1934 i s-a acordat, alături de William Butler Yeats, Premiul Gothenburg pentru Poezie. În timpul vieții a fost considerat un remarcabil poet și i s-a oferit un titlu nobiliar și postul de poet laureat – ambele refuzate de Kipling.

## Motivația Juriului Nobel
"...pentru puterea de observație, originalitatea imaginației, virilitatea ideilor și remarcabilul talent narativ care caracterizează creația acestui autor de reputație mondială".

## Date biografice

### Copilăria lui Kipling
Kipling s-a născut la Bombay, India. Tatăl său a fost John Lockwood Kipling, bun profesor la Școala de artă Jeejeebhoy, iar mama sa Alice Macdonald. Se spune că părinții săi s-au cunoscut la Lacul Rudyard din Staffordshire, în Anglia, aceasta fiind originea prenumelui lui Kipling. În copilărie a fost trimis în Anglia unde a fost crescut de o femeie numită doamna Holloway. 
Se presupune că lipsurile și proasta îngrijire de care a avut parte până la vârsta de cinci ani, când a fost „salvat”, i-au influențat scrierile, îndeosebi simpatia pentru copii. Mătușa din partea mamei s-a căsătorit cu artistul Edward Burne-Jones, iar tânărul Kipling și sora sa au petrecut, de la vârsta de șase ani până la 12, mult timp în Anglia, cu familia mătușii, în vreme ce părinții săi au rămas India. Kipling a fost verișor cu Stanley Baldwin, prim-ministru în trei mandate.
După o perioadă petrecută ca intern la United Services College, în 1881 Kipling se întoarce în India, la Lahore (în Pakistanul de azi) unde lucrau părinții săi. A început să lucreze ca redactor la un ziar local, în paralel cu pași în poezie; debutul său ca scriitor profesionist s-a petrecut în 1883 când a făcut primele vânzări.

### Călătoriile sale
Pe la mijlocul anilor 1880 a călătorit în jurul subcontinentului, în calitate de corespondent al publicației Allahabad Pioneer. Lucrările sale literare încep să se vândă și în 1888 publică șase cărticele de povestiri. Una dintre nuvelele acestei perioade este Omul care ar putea fi rege (The Man Who Would Be King).
În anul următor, Kipling a început o lungă călătorie spre Anglia – trecând prin Burma, China, Japonia și California, traversând Statele Unite și Oceanul Atlantic și stabilindu-se la Londra. Din acel moment, faima sa a crescut rapid, fiind considerat vocea literară din Regatul Unit cea mai apropiată de tendința imperialistă a vremii. Primul său roman, The Light that Failed, a fost publicat în 1890. Probabil, cea mai celebră poezie a sa din această perioadă este "The Ballad of East and West" (Balada Orientului și a Occidentului) (care începe astfel "Oh, Orientul este Orient și Occidentul este Occident, și cele două nu se vor întâlni niciodată").

### Kipling scriitorul

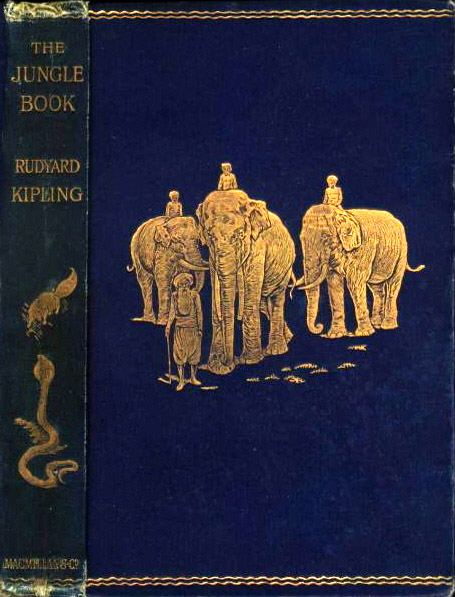
Cartea Junglei

În 1892 s-a căsătorit cu Caroline Balestier; fratele ei, un scriitor american, a fost prietenul lui Kipling, dar murise de febră tifoidă cu un an înaintea căsătoriei acestuia. În timp ce cuplul se afla în luna de miere, banca lui Kipling a dat faliment și banii au ajuns pentru biletele de călătorie numai pentru întoarcerea în Vermont (unde locuia cea mai mare parte a familiei Balestie). În următorii patru ani, Rudyard și soția sa au locuit în Statele Unite. În această perioadă își dedică scrisul copiilor și publică operele care îl fac cunoscut în zilele de azi, Cartea junglei și urmarea A doua carte a junglei, în 1894 și 1895.
După o ceartă cu socrii săi, se întoarce în Anglia împreună cu soția sa și, în 1897, publică Captains Courageous. În anul următor începe să călătorească în sudul Africii, aproape în fiecare vacanță de iarnă. Acolo îl cunoaște și se împrietenește cu Cecil Rhodes și începe să adune material pentru o altă operă clasică - Povestiri pentru copiii mici, publicată în 1902. Kim – o altă operă memorabilă, văzuse lumina tiparului în anul precedent.
Poezia lui Kipling din această perioadă include "Gunga Din" (1892) și "Povara omului alb” (The White Man's Burden) (1899); în domeniul non-ficțiunii se implică în dezbaterea despre răspunsul britanic în privința creșterii puterii navale a Germaniei, publicînd o serie de articole intitulate 'O flotă în devenire.
Prima decadă a secolului al XX-lea este martorul culmii popularității lui Kipling. În 1907 i se decernează Premiul Nobel pentru Literatură; epilogul acestei realizări este publicarea a două volume de poezie și povestiri alese - "Puck of Pook's Hill" (1906) și "Rewards and Fairies" (1910). Ultimul volum conține poemul "If—". În 1995 un sondaj realizat de BBC a stabilit că acesta este poemul favorit în Marea Britanie. Acest îndemn la autocontrol și stoicism este, fără îndoială, cel mai cunoscut poem al lui Kipling.

### Moartea și moștenirea
Kipling a continuat să scrie până la începutul anilor 1930, dar într-un ritm mai lent și cu mult mai puțin succes decât înainte. A murit din cauza unui ulcer duodenal perforat la începutul anului 1936, la vârsta de 70 de ani.
Moartea sa a fost anunțată anticipat, în mod eronat, de o publicație căreia Kipling i-a scris mucalit: „Tocmai am citit că am murit. Nu uitați să mă ștergeți din lista abonaților.”
După moartea sa opera lui Kipling a continuat să fie eclipsată de critică. Moda în poezie s-a îndepărtat de metrul exact și de rime. De asemenea, pe măsură ce s-au prăbușit imperiile coloniale europene, la mijlocul secolului al XX-lea opera lui Kipling și-a pierdut actualitatea. Mulți dintre cei care îl condamnă sunt de părere că scrierile lui Kipling sunt inseparabile de vederile sale politice și sociale, în ciuda considerabilei arte literare a lui Kipling. Ei susțin că portretele eroilor săi indieni, care susțin punctul de vedere colonialist conform căruia indienii și alte popoare colonizate ar fi fost incapabile să supraviețuiască fără ajutorul europenilor, ar fi rasiste. Exemplele pentru așa-zisul său rasism menționează "rase minore fără Lege" în "Recessional" și referirea generică la popoare colonizate "jumătate diavol și jumătate copil" în poezia "Povara omului alb", sau scurtele episoade revistele Punch și The Times conținute în ultimul capitol al autobiografiei sale, Ceva despre mine (Something of Myself).

Logo de Rudyard Kipling dintr-o ediție a anului 1911

Multe din edițiile vechi ale cărților lui Rudyard Kipling aveau o svastică tipărită pe copertă, alături de un elefant și o floare de lotus. În anii 1930, acest fapt a generat zvonuri despre simpatii naziste ale sale, deși partidul nazist adoptase svastica abia după 1920. Kipling folosise svastica (în ambele sale orientări - spre stânga sau spre dreapta) deoarece aceasta era un simbol indian al soarelui, purtător de noroc și prosperitate. Încă dinainte de preluarea puterii în Germania de către naziști, Kipling a cerut tipografiei înlăturarea svasticii din matriță, pentru a elimina interpretările. 
Apărătorii lui Kipling subliniază că rasismul strident al scrierilor sale este afișat de personaje fictive, nu de el, și astfel descrie cu precizie personajele. Ei văd în vocea autorului ironie și înțelesuri alternative în poezii, inclusiv în "Povara omului alb" și în "Recessional".
În ciuda schimbărilor în atitudinea rasială și în standardele literare ale poeziei, opera poetică a lui Kipling continuă să fie populară în rândul celor care îi apreciază vigoarea și măiestria. Deși era un poet de altă factură, T.S. Eliot a editat O selecție a versurilor lui Kipling (A Choice of Kipling's Verse, 1943), însă nu a pierdut ocazia să comenteze despre Kipling: "putea scrie o poezie minunată uneori – chiar dacă numai întâmplător!". Povestirile sale pentru adulți se tipăresc încă și au fost lăudate de scriitori diferiți, ca Poul Anderson, Jorge Luis Borges și George Orwell. Nu în ultimul rând, Kipling este cel mai apreciat datorită cărților pentru copii. Povești chiar așa au fost ilustrate, devenind cărți de succes, iar după Cărțile junglei s-au făcut mai multe ecranizări de către Compania Walt Disney.
După moartea soției lui Kipling în 1939, casa sa, Bateman's din Burwash, Sussex a fost încredințată Fundației naționale a locurilor de interes istoric sau frumusețe naturală (National Trust for Places of Historic Interest or Natural Beauty) și este azi muzeu public închinat scriitorului. Elsie, singurul lor copil ajuns la maturitate, a murit fără urmași în 1976, încredințând drepturile de autor aceleiași fundații. În Marea Britanie există o înfloritoare Societate Kipling, iar unul dintre internate îi poartă numele, la colegiul din Haileybury.

## Traduceri
- Simple povestiri de pe coline, traducere Mircea Eliade, s.l. 1929;
- Simple povești, traducere Viorica Oroveanu, București, Editura Universul, 1945;
- Cărțile junglei, traducere J. Giurgea, București, Editura Tineretului, 1959;
- Povești, traducere Simona Drăghici, București, Editura Tineretului, 1967;
- Stalky și compania, traducere N. Steinhardt, București, Editura Universul, 1945;
- Domnia-sa, preacinstitul elefant, traducere N. Steinhardt, București, Univers 1978;
- Kim, traducere J. Giurgea, București, Viața romînească, 1990;
- Se lasă noaptea, traducere Vlad Mușatescu, Galați, Porto-Franco, 1992;
- Capitani curajoși traducere Emil Sarbulescu, editura Literatorul, 1992
- Povești indiene, traducere Dana Covăceanu & als, București, Editura Universul, 2008.
- Cărțile junglei, traducere Mihnea Gheorghiu, Editura Adevărul Holding, 2008.
- Kim, traducere Lucian Popa, Editura Adevărul Holding, 2012.